# Akbar Hásemi Rafszandzsáni
Akbar Hásemi Rafszandzsáni, perzsául:  اکبر هاشمی رفسنجانی  (Bahreman, 1934. augusztus 25. – Teherán, 2017. január 8.) iráni politikus.

## Élete
1960 és 1979 között hét alkalommal börtönözték be politikai okok miatt, összesen négy év és öt hónapra. A forradalom után 1979. április 1-jén kikiáltott Iráni Iszlám Köztársaságot irányító Ruholláh Homeini közeli munkatársa volt. 1989 és 1997 között volt Irán elnöke. 1989-ben a A Harcoló Papság Társulása, 1993-ban az Építők Pártja jelöltje volt a választásokon. Elnöksége után a mérsékelt reformer politikai irányzat egyik meghatározó alakja lett. 2005-ben ismét indult az elnökválasztáson, de vereséget szenvedett Mahmud Ahmadinezsád ellen. 2007 és 2011 között az ország legfőbb politikai és vallási személyéről is döntő Szakértők Gyűlésnek volt az elnöke. 2013-ban ismét indulni szándékozott az elnökválasztáson, de az Őrök Tanácsa ehhez nem járult hozzá. A döntést nehezen viselte és Hasszán Rohanit, a későbbi győztes támogatta a választáson. 2017. január 8-án, vasárnap este szívpanaszokkal szállították kórházba, ahol még aznap meghalt.